# Nautilus Pompilius
Nautilus Pompilius byla ruská rocková skupina. Založili ji roku 1982 ve Sverdlovsku studenti architektury Vjačeslav Butusov a Dmitrij Umeckij. Skupina se pojmenovala podle vědeckého názvu hlavonožce loděnky hlubinné; název se zpravidla zapisoval latinkou, fanoušci ho zkracovali na „Nau“.
Styl skupiny byl označován jako „uralský rock“. Vycházel z post-punku, hudba byla většinou pomalá a temná, důraz se kladl na textovou složku: slova písní psal básník Ilja Kormilcev. Vyjadřovaly pocity mladé generace v období perestrojky, kultovní se stala zejména skladba Последнее письмо, jejímž tématem byla nemožnost legálně vycestovat ze SSSR. V roce 1989 Nautilus Pompilius obdržel Cenu Leninského komsomolu, uvnitř skupiny vznikly spory, jestli ji mají převzít, Kormilcev cenu veřejně odmítl.
Písně skupiny byly použity ve filmu Alexeje Balabanova Bratr (1997). Album Яблокитай nahrála skupina ve spolupráci s anglickým hudebníkem Billem Nelsonem. Pak ještě vydali desku Атлантида, složenou ze starších dosud nepoužitých nahrávek, a ohlásili konec činnosti. Poslední vystoupení odehráli 12. června 1997 na stadionu v Jekatěrinburgu. Butusov později založil vlastní skupinu Ю-Питер.

## Diskografie
- 1983 – Переезд
- 1985 – Невидимка
- 1986 – Разлука
- 1988 – Князь тишины
- 1991 – Родившийся в эту ночь
- 1992 – Чужая земля
- 1994 – Титаник
- 1994 – Наугад
- 1995 – Человек без имени
- 1996 – Крылья
- 1997 – Яблокитай
- 1997 – Атлантида